# Nicolas Bouvier
Nicolas Bouvier (Lancy, Švicarska, 6. ožujka 1929. – Ženeva, 17. veljače 1998.), švicarski književnik
Bio je strastveni putnik, slikar, fotograf i švicarski putopisac 20. stoljeća. Volio je putovati, ali polako i sporo te se hvalio kako mu je do Japana trebalo više nego Marcu Polu. 

## Strast prema putovanju
Od šeste godine razvio je interes za knjige putopisaca poput R. L. Stevensona, Julesa Verna, Jack Londona i Fenimoora Coopera. Njegovo prvo putovanje bilo je u Toscanu, potom u Saharu i Laponiju. Upisao se na fakultet u Ženevi, no shvativši kako ga privlači nomadski način života, zajedno je s prijateljem Thierryem Vernetom odlučio otputovati u Jugoslaviju i nisu se namjeravali vraćati.

## Od Jugoslavije do Japana
Putovali su zajedno godinu i pol dana što je opisano u putopisu Upotreba svijeta (fr. L'usage du monde) objavljenom osam godina poslije. U spomenutom djelu Bouvier i Vernet putuju krenuvši s Balkana gdje prolaze Bosnu, Srbiju i Makedoniju preko Turske, Irana i Pakistana dolaze u Khyber Pass. Na putovanje kreću u trošnom automobilu Fiat Topolinu i s malo novca. Putovanje nastavljaju zarađujući u svakom gradiću ponešto, radeći sitne poslove. Vernet je bio slikar pa je uglavnom zarađivao naslikajući pokoju sliku i prodavajući svoja umjetnička djela. Za Verneta putovanje završava u planinskom prolazu Khyber između Afganistana i Pakistana, dok Bouvier sam nastavlja preko Indije do Šri Lanke i naposljetku do Japana. Taj drugi, samački dio putovanja opisuje u knjizi Riba-škorpion (fr. Le poisson-scorpion). Najviše opisuje Šri Lanku te njezin glavni grad Colombo u kojem boravi 1955.

## Bouvier kao putopisac
U knjigama opisuje krajolike, ljude, anegdote i svoje iskustvo sa svijetom. Kako bi se u Japanu spasio od gladovanja počeo se baviti fotografijom koja je ubrzo postala njegova strast te je razvio oko za detalje. O Japanu je napisao knjigu Japanska kronika (fr. Chronique japonaise). Patricia Plattner je o životu Nicolasa Bouviera snimila dokumentarac pod nazivom Sova i kit (fr. Le hibou et le baleine).

## Citati
„Putovanje nadilazi svoje motive. Pokazuje se dostatnim samim sebi. Vi mislite da planirate putovanje, ali ono uskoro planira vas ili vas potpuno promijeni.“ - Nicolas Bouvier, Upotreba svijeta

## Djela
- L'Usage du monde (Upotreba svijeta), 1963.
- Japon (Japan) 1967.
- Chronique japonaise (Japanska kronika), 1975.
- Vingt cinq ans ensemble, histoire de la télévision Suisse Romande (Dvadeset pet godina zajedno, priča o švicarsko-rumunjskoj televiziji), 1975.
- Le Poisson-scorpion (Riba-škorpion),1982.
- Les Boissonas, une dynastie de photographes (Boissonas, dinastija fotografa), 1983.
- Journal d'Aran et d'autres lieux (Aranov dnevnik i ostala mjesta), 1994.
- L'Art populaire en Suisse (Popularna umjetnost u Švicarskoj), 1991.
- Le Hibou et la baleine (Sova i kit), 1993.
- Les Chemins du Halla-San (Putovi Halla-Sana), 1994.
- Comment va l'écriture ce matin ? (Kako ide pisanje jutros?), 1996.
- La Chambre rouge et autres textes (Crvena soba i ostali tekstovi), 1998.
- La Guerre à huit ans (Osmogodišnji rat), 1999. • L'Œil du voyageur (Putnikovo oko), 2001